# Meidericher Spielverein Duisburg 1989-1990
Questa voce raccoglie le informazioni riguardanti il Meidericher Spielverein Duisburg nelle competizioni ufficiali della stagione 1989-1990.

## Stagione
Nella stagione 1989-1990 il Duisburg, allenato da Willibert Kremer, concluse il campionato di 2. Bundesliga al 10º posto. In Coppa di Germania il Duisburg fu eliminato ai quarti di finale dal Kickers Offenbach.

## Rosa
| N. |                                 | Ruolo | Calciatore         |
| -- | ------------------------------- | ----- | ------------------ |
|    | Germania (bandiera)             | P     | Ralf Kellermann    |
|    | Germania (bandiera)             | P     | Heribert Macherey  |
|    | Germania (bandiera)             | D     | Jörg Kessen        |
|    | Svizzera (bandiera)             | D     | Massimo Mariotti   |
|    | Germania (bandiera)             | D     | Patrick Notthoff   |
|    | Germania (bandiera)             | D     | Oswald Semlits     |
|    | Germania (bandiera)             | D     | Michael Struckmann |
|    | Germania (bandiera)             | D     | Michael Telljohann |
|    | Germania (bandiera)             | D     | Lothar Woelk       |
|    | Germania (bandiera)             | D     | Ralf Zils          |
|    | Bosnia ed Erzegovina (bandiera) | C     | Kemal Alispahić    |

| N. |                     | Ruolo | Calciatore             |
| -- | ------------------- | ----- | ---------------------- |
|    | Marocco (bandiera)  | C     | Rachid Azzouzi         |
|    | Italia (bandiera)   | C     | Pietro Callea          |
|    | Germania (bandiera) | C     | Uwe Kober              |
|    | Germania (bandiera) | C     | Toni Puszamszies       |
|    | Germania (bandiera) | C     | Franz-Josef Steininger |
|    | Germania (bandiera) | C     | Mike Voßnacke          |
|    | Ungheria (bandiera) | A     | Gyula Hajszán          |
|    | Germania (bandiera) | A     | Ewald Lienen           |
|    | Germania (bandiera) | A     | Ferenc Schmidt         |
|    | Germania (bandiera) | A     | Günter Thiele          |
|    | Germania (bandiera) | A     | Michael Tönnies        |

## Organigramma societario
Area tecnica
- Allenatore: Willibert Kremer
- Allenatore in seconda:
- Preparatore dei portieri:
- Preparatori atletici:

## Calciomercato

### Sessione estiva
| Acquisti | Acquisti               | Acquisti            | Acquisti |
| R.       | Nome                   | da                  | Modalità |
| -------- | ---------------------- | ------------------- | -------- |
| C        | Kemal Alispahić        | Iskra Bugojno       |          |
| C        | Pietro Callea          | Duisburg (juniores) |          |
| A        | Gyula Hajszán          | Győri ETO           |          |
| D        | Massimo Mariotti       | Rimini              |          |
| A        | Ferenc Schmidt         | Wuppertal           |          |
| C        | Franz-Josef Steininger | Saarbrücken         |          |
| A        | Günter Thiele          | Borussia M'gladbach |          |
| D        | Lothar Woelk           | Bochum              |          |

| Cessioni | Cessioni         | Cessioni            | Cessioni |
| R.       | Nome             | a                   | Modalità |
| -------- | ---------------- | ------------------- | -------- |
| C        | Werner Malischke | VfB 06/08 Remscheid |          |
| C        | Thomas Strunz    | Bayern Monaco       |          |

### Sessione invernale
| Acquisti | Acquisti | Acquisti | Acquisti |
| R.       | Nome     | da       | Modalità |
| -------- | -------- | -------- | -------- |

| Cessioni | Cessioni | Cessioni | Cessioni |
| R.       | Nome     | a        | Modalità |
| -------- | -------- | -------- | -------- |

## Risultati

### 2. Bundesliga

#### Girone di andata
| Arbitro: | Dellwing |

|            |           |                |
| Trares 55’ | Marcatori | 27’, 71’ Kober |

| Arbitro: | Fröhlich |

|           |           |            |
| Woelk 32’ | Marcatori | 65’ Yeboah |

| Arbitro: | Gangkofer |

|                           |           |  |
| Kügler 29’ Tschiskale 56’ | Marcatori |  |

| Arbitro: | Harder |

|  |           |                             |
|  | Marcatori | 88’ (rig.) Seufert 90’ Gede |

| Arbitro: | Kasper |

|                             |           |           |
| Gries 61’ Kuhlow 76’ (rig.) | Marcatori | 38’ Kober |

| Arbitro: | Dellwing |

|                                    |           |                                          |
| Tönnies 17’ Kober 78’ Notthoff 86’ | Marcatori | 38’ Gäher 56’ (rig.) Posipal 84’ Bremser |

| Arbitro: | Eli |

|                                 |           |           |
| Kříž 39’ Feucht 73’ Blättel 83’ | Marcatori | 62’ Kober |

| Arbitro: | Feistner |

|                           |           |            |
| Tönnies 5’, 90’ Kober 21’ | Marcatori | 17’ Hübner |

| Arbitro: | Steinborn |

|                                          |           |                |
| Hjelm 41’ Vollmer 47’, 67’ Starzmann 79’ | Marcatori | 81’ Steininger |

| Arbitro: | Malbranc |

|                                             |           |                |
| Tönnies 26’ Struckmann 38’ Kober 68’ (rig.) | Marcatori | 11’ Schmelting |

| Arbitro: | Schmidt |

|                       |           |              |
| Tönnies 29’ Kober 35’ | Marcatori | 90’ Hellberg |

| Arbitro: | Schneider |

|                 |           |              |
| Anderbrügge 85’ | Marcatori | 43’ Notthoff |

| Duisburg 14 ottobre 1989, ore 15:00 CET 13ª giornata | Duisburg | 0 – 0 referto | Meppen | Wedaustadion (7 800 spett.)\| Arbitro: \| Löwer \| |
| Arbitro:                                             | Löwer    |               |        |                                                    |

| Arbitro: | Fux |

|            |           |                |
| Glaner 55’ | Marcatori | 39’ Steininger |

| Arbitro: | Rubel |

|                       |           |                      |
| Schmidt 22’ Kober 60’ | Marcatori | 38’ Dinauer 65’ Levý |

| Arbitro: | Holst |

|                        |           |                       |
| Schweizer 2’ Majka 30’ | Marcatori | 13’ Schmidt 16’ Kober |

| Arbitro: | Berg |

|             |           |  |
| Schmidt 38’ | Marcatori |  |

| Arbitro: | Kraus |

|              |           |             |
| Koniarek 87’ | Marcatori | 86’ Semlits |

| Arbitro: | Welz |

|                              |           |  |
| Kober 44’ (rig.) Schmidt 86’ | Marcatori |  |

#### Girone di ritorno
| Arbitro: | Birlenbach |

|                              |           |            |
| Tönnies 13’, 70’ Schmidt 67’ | Marcatori | 88’ Trares |

| Arbitro: | Mierswa |

|         |           |                  |
| Epp 52’ | Marcatori | 18’, 73’ Tönnies |

| Arbitro: | Boos |

|                              |           |                                  |
| Kober 18’, 58’ Alispahić 75’ | Marcatori | 60’ (rig.) Tschiskale 78’ Banach |

| Arbitro: | Gochermann |

|           |           |               |
| Bolzek 9’ | Marcatori | 15’ Alispahić |

| Arbitro: | Berg |

|  |           |                                   |
|  | Marcatori | 53’ Klaus 75’ Halvorsen 84’ Kruse |

| Arbitro: | Diekert |

|                    |           |                 |
| Posipal 61’ (rig.) | Marcatori | 38’ Puszamszies |

| Arbitro: | Richmann |

|                                        |           |          |
| Struckmann 4’ Tönnies 64’ Mariotti 90’ | Marcatori | 83’ Kuhl |

| Arbitro: | Kasper |

|                                   |           |                |
| Glowatzky 52’ Gebhardt 61’ (rig.) | Marcatori | 71’ Struckmann |

| Arbitro: | Kasper |

|           |           |             |
| Kober 32’ | Marcatori | 26’ Vollmer |

| Arbitro: | Kraus |

|                  |           |            |
| Hecking 34’, 44’ | Marcatori | 52’ Thiele |

| Arbitro: | Domberg |

|                |           |                         |
| Eckel 72’, 80’ | Marcatori | 2’ Struckmann 52’ Kober |

| Arbitro: | Mölm |

|           |           |                                                |
| Kober 67’ | Marcatori | 15’ Müller 45’ (rig.) Anderbrügge 89’ Borodjuk |

| Meppen 21 aprile 1990, ore 15:00 CEST 32ª giornata | Meppen   | 0 – 0 referto | Duisburg | Hindenburgstadion (4 000 spett.)\| Arbitro: \| Fröhlich \| |
| Arbitro:                                           | Fröhlich |               |          |                                                            |

| Duisburg 29 aprile 1990, ore 15:00 CEST 33ª giornata | Duisburg | 0 – 0 referto | Unterhaching | Wedaustadion (2 500 spett.)\| Arbitro: \| Holst \| |
| Arbitro:                                             | Holst    |               |              |                                                    |

| Arbitro: | Schneider |

|                           |           |  |
| Adler 29’, 65’ Deffke 90’ | Marcatori |  |

| Arbitro: | Wiesel |

|             |           |  |
| Tönnies 41’ | Marcatori |  |

| Arbitro: | Gangkofer |

|             |           |  |
| Wollitz 89’ | Marcatori |  |

| Arbitro: | Rubel |

|                     |           |                     |
| Struckmann 47’, 62’ | Marcatori | 64’, 68’ Regenbogen |

| Arbitro: | Schmidt |

|                                                                 |           |            |
| Puszamszies 12’ (aut.) Seeliger 52’ Buchheister 77’ Schmidt 80’ | Marcatori | 86’ Callea |

### Coppa di Germania
| Arbitro: | Umbach |

|                                  |           |                                       |
| von Heesen 33’ Furtok 75’ (rig.) | Marcatori | 17’, 59’ Kober 64’ Thiele 65’ Schmidt |

| Arbitro: | Berg |

|          |           |                       |
| Wolf 39’ | Marcatori | 8’ Tönnies 117’ Kober |

| Arbitro: | Mierswa |

|                                            |           |           |
| Schmidt 15’ Kessen 26’ Woelk 49’ Kober 64’ | Marcatori | 78’ Baier |

| Arbitro: | Theobald |

|               |           |           |
| Kroninger 87’ | Marcatori | 34’ Kober |

| Arbitro: | Bruch |

|  |           |          |
|  | Marcatori | 27’ Haub |

## Statistiche

### Statistiche di squadra
| Competizione      | Punti | In casa | In casa | In casa | In casa | In casa | In casa | In trasferta | In trasferta | In trasferta | In trasferta | In trasferta | In trasferta | Totale | Totale | Totale | Totale | Totale | Totale | DR |
| Competizione      | Punti | G       | V       | N       | P       | Gf      | Gs      | G            | V            | N            | P            | Gf           | Gs           | G      | V      | N      | P      | Gf     | Gs     | DR |
| ----------------- | ----- | ------- | ------- | ------- | ------- | ------- | ------- | ------------ | ------------ | ------------ | ------------ | ------------ | ------------ | ------ | ------ | ------ | ------ | ------ | ------ | -- |
| 2. Bundesliga     | 37    | 19      | 9       | 7       | 3       | 31      | 24      | 19           | 2            | 8            | 9            | 19           | 34           | 38     | 11     | 15     | 12     | 50     | 58     | -8 |
| Coppa di Germania | -     | 2       | 1       | 0       | 1       | 4       | 2       | 3            | 2            | 1            | 0            | 7            | 4            | 5      | 3      | 1      | 1      | 11     | 6      | +5 |
| Totale            | 37    | 21      | 10      | 7       | 4       | 35      | 26      | 22           | 4            | 9            | 9            | 26           | 38           | 43     | 14     | 16     | 13     | 61     | 64     | -3 |

### Andamento in campionato
| Giornata  | 1 | 2 | 3 | 4  | 5  | 6  | 7  | 8  | 9  | 10 | 11 | 12 | 13 | 14 | 15 | 16 | 17 | 18 | 19 | 20 | 21 | 22 | 23 | 24 | 25 | 26 | 27 | 28 | 29 | 30 | 31 | 32 | 33 | 34 | 35 | 36 | 37 | 38 |
| --------- | - | - | - | -- | -- | -- | -- | -- | -- | -- | -- | -- | -- | -- | -- | -- | -- | -- | -- | -- | -- | -- | -- | -- | -- | -- | -- | -- | -- | -- | -- | -- | -- | -- | -- | -- | -- | -- |
| Luogo     | T | C | T | C  | T  | C  | T  | C  | T  | C  | C  | T  | C  | T  | C  | T  | C  | T  | C  | C  | T  | C  | T  | C  | T  | C  | T  | C  | T  | T  | C  | T  | C  | T  | C  | T  | C  | T  |
| Risultato | V | N | P | P  | P  | N  | P  | V  | P  | V  | V  | N  | N  | N  | N  | N  | V  | N  | V  | V  | V  | V  | N  | P  | N  | V  | P  | N  | P  | N  | P  | N  | N  | P  | V  | P  | N  | P  |
| Posizione | 4 | 8 | 9 | 15 | 16 | 15 | 17 | 15 | 17 | 15 | 12 | 12 | 12 | 11 | 10 | 10 | 9  | 8  | 8  | 7  | 7  | 7  | 7  | 7  | 7  | 7  | 7  | 7  | 7  | 7  | 7  | 7  | 7  | 9  | 8  | 9  | 9  | 10 |

Legenda:

Luogo: C = Casa; T = Trasferta. Risultato: V = Vittoria; N = Pareggio; P = Sconfitta.

### Statistiche dei giocatori
| Giocatore      | 2. Bundesliga | 2. Bundesliga | 2. Bundesliga | 2. Bundesliga | Coppa di Germania | Coppa di Germania | Coppa di Germania | Coppa di Germania | Totale   | Totale | Totale      | Totale     |
| Giocatore      | Presenze      | Reti          | Ammonizioni   | Espulsioni    | Presenze          | Reti              | Ammonizioni       | Espulsioni        | Presenze | Reti   | Ammonizioni | Espulsioni |
| -------------- | ------------- | ------------- | ------------- | ------------- | ----------------- | ----------------- | ----------------- | ----------------- | -------- | ------ | ----------- | ---------- |
| K. Alispahić   | 11            | 2             | 3             | 0             | 1                 | 0                 | 0                 | 0                 | 12       | 2      | 3           | 0          |
| R. Azzouzi     | 11            | 0             | 1             | 0             | 2                 | 0                 | 0                 | 0                 | 13       | 0      | 1           | 0          |
| P. Callea      | 1             | 1             | 0             | 0             | 0                 | 0                 | 0                 | 0                 | 1        | 1      | 0           | 0          |
| G. Hajszán     | 15            | 0             | 1             | 0             | 2                 | 0                 | 1                 | 0                 | 17       | 0      | 2           | 0          |
| R. Kellermann  | 1             | 0             | 0             | 0             | 0                 | 0                 | 0                 | 0                 | 1        | 0      | 0           | 0          |
| J. Kessen      | 26            | 0             | 5             | 1             | 3                 | 1                 | 2                 | 0                 | 29       | 1      | 7           | 1          |
| U. Kober       | 33            | 16            | 2             | 0             | 5                 | 5                 | 1                 | 0                 | 38       | 21     | 3           | 0          |
| E. Lienen      | 37            | 0             | 3             | 0             | 5                 | 0                 | 0                 | 0                 | 42       | 0      | 3           | 0          |
| H. Macherey    | 37            | 0             | 2             | 0             | 5                 | 0                 | 0                 | 0                 | 42       | 0      | 2           | 0          |
| M. Mariotti    | 22            | 1             | 5             | 1             | 2                 | 0                 | 0                 | 0                 | 24       | 1      | 5           | 1          |
| P. Notthoff    | 36            | 2             | 5             | 1             | 5                 | 0                 | 0                 | 0                 | 41       | 2      | 5           | 1          |
| T. Puszamszies | 35            | 1             | 7             | 1             | 5                 | 0                 | 1                 | 0                 | 40       | 1      | 8           | 1          |
| F. Schmidt     | 24            | 5             | 6             | 0             | 4                 | 2                 | 0                 | 0                 | 28       | 7      | 6           | 0          |
| O. Semlits     | 36            | 1             | 4             | 0             | 5                 | 0                 | 1                 | 0                 | 41       | 1      | 5           | 0          |
| F. Steininger  | 36            | 2             | 5             | 0             | 5                 | 0                 | 0                 | 0                 | 41       | 2      | 5           | 0          |
| M. Struckmann  | 23            | 6             | 1             | 0             | 2                 | 0                 | 0                 | 0                 | 25       | 6      | 1           | 0          |
| M. Telljohann  | 1             | 0             | 0             | 0             | 0                 | 0                 | 0                 | 0                 | 1        | 0      | 0           | 0          |
| G. Thiele      | 24            | 1             | 1             | 1             | 3                 | 1                 | 1                 | 0                 | 27       | 2      | 2           | 1          |
| M. Tönnies     | 33            | 11            | 3             | 0             | 4                 | 1                 | 0                 | 0                 | 37       | 12     | 3           | 0          |
| M. Voßnacke    | 1             | 0             | 0             | 0             | 1                 | 0                 | 0                 | 0                 | 2        | 0      | 0           | 0          |
| L. Woelk       | 32            | 1             | 6             | 0             | 4                 | 1                 | 0                 | 0                 | 36       | 2      | 6           | 0          |
| R. Zils        | 1             | 0             | 0             | 0             | 0                 | 0                 | 0                 | 0                 | 1        | 0      | 0           | 0          |